# Johann Adam Schall von Bell
Johann Adam Schall von Bell (ur. 1 maja 1591 w Lüftelbergu (obecnie dzielnica miasta Meckenheim, Nadrenia Północna-Westfalia), zm. 15 sierpnia 1666 w Pekinie) – niemiecki jezuita, astronom i fizyk, misjonarz w Chinach.

## Życiorys
W 1608 został wysłany przez rodziców do Rzymu na naukę w jezuickim gimnazjum. Tam też w 1611 podjął decyzję o wstąpieniu do zakonu. W 1617 ukończył studia teologiczne i przyrodnicze. Rok później uzyskał zgodę władz zakonu na wyprawę misyjną na Daleki Wschód. W 1619 dotarł do Makau.
W 1622 uczestniczył (wraz z innym jezuitą Giacomo Rho) w odparciu ataku floty holenderskiej na Makau, osobiście biorąc do niewoli holenderskiego oficera.
W 1623 przybył na dwór cesarski w Pekinie, gdzie zdobył sobie uznanie wyliczeniem dat zaćmień Księżyca na najbliższy rok. Następne lata spędził w Xi’anie. Do Pekinu powrócił w 1630 z polecenia cesarza, który powierzył mu zadanie zreformowania chińskiego kalendarza. Wraz z Giacomo Rho poświęcił tej pracy 6 lat. W 1642 na polecenie cesarza zajął się konstrukcją i odlaniem dział z brązu dla obrony przed Mandżurami.
Po najeździe mandżurskim w 1644 Schall pozostał w Pekinie. Szybko zdobył sobie uznanie nowego dworu i powierzono mu urząd kierownika Cesarskiego Urzędu Astronomii. W 1650 cesarz Shunzhi powołał go na swojego doradcę, zaś w 1657 otrzymał tytuł mandaryna.
Po śmierci Shunzhi w 1661 z inspiracji przeciwnych chrześcijaństwu eunuchów został wtrącony do więzienia i skazany na śmierć, oficjalnie za wyznaczenie niekorzystnego dnia pogrzebu cesarza. Od śmierci uratowało go trzęsienie ziemi w Pekinie, które uznano za ostrzeżenie zesłane przez siły nadprzyrodzone.
Schall pozostawił po sobie kilka prac astronomicznych napisanych w języku chińskim, a także prace o treści religijnej, m.in. ośmiotomową rozprawę o szczęśliwościach.